# William Scholefield

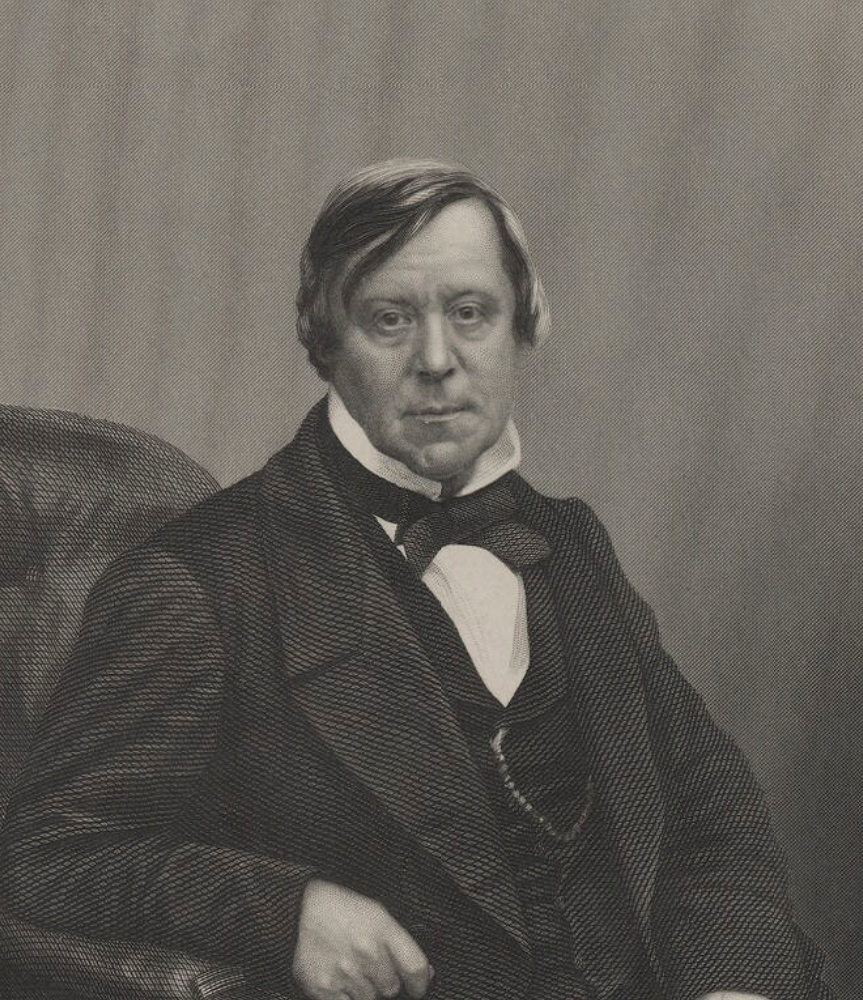
William Scholefield, 1859–1860

William Scholefield (* August 1809 in Birmingham; † 9. Juli 1867 in London) war ein britischer Geschäftsmann und liberaler Politiker. Er war eine führende Persönlichkeit in der Politik der schnell wachsenden Industriestadt Birmingham in der Mitte des 19. Jahrhunderts. Von 1838 bis 1839 war er Erster Bürgermeister Birminghams und von 1847 bis 1867 einer der beiden Parlamentsabgeordneten des Wahlkreises Birmingham.

## Kindheit und Familie
Scholefield wurde in Birmingham geboren und war der zweite Sohn von Joshua Scholefield und seiner Frau Mary, geborene Cotterill. Sein Vater war ein Eisenfabrikant, Kaufmann und Bankier. Dieser wurde 1832 eines der ersten Parlamentsmitglieder der Stadt. Nach einigen Jahren in Kanada und den Vereinigten Staaten, wo er Jane Matilda Miller aus New York geheiratet hatte, kehrte Scholefield im Jahr 1837 nach Birmingham zurück, um im Geschäft seines Vaters zu arbeiten.

## Erster Bürgermeister von Birmingham
Im Jahr 1837 wurde eine Royal Charter im Rahmen des Municipal Corporations Act von 1835 gestartet, um Birmingham zu einem Municipal Borough mit einem gewählten Stadtrat zu machen. Die Regierung der Stadt lag in den Händen eines grundherrschaftlichen Gerichts, dem ein Bailiff vorstand. Scholefield wurde 1837 Bailiff und unterstützte die Kampagne zur Eingemeindung Birminghams nachdrücklich. Im Oktober 1838 traf die neu erteilte Gründungsurkunde in Birmingham ein, und Scholefield wurde damit beauftragt, den Bürgern den Text der Gründungsurkunde vorzutragen. Bei den ersten Wahlen im Dezember 1838 fungierte er als Wahlleiter und wurde auf der Sitzung des neuen Stadtrats einstimmig zum ersten Bürgermeister von Birmingham gewählt. Seine Amtszeit war schwierig, da die Unruhen der Chartisten in der Stierkampfarena Zweifel an der Zukunft der neuen Gemeinde aufkommen ließen und die Polizeiarbeit in der Stadt von einer vom Innenministerium kontrollierten Einheit übernommen wurde. Am Ende seiner Amtszeit wurde er zum Ältermann gewählt und blieb Mitglied des Stadtrats, bis er ins Parlament einzog.

## Parlamentspolitik
Im Juli 1844 starb William Scholefields Vater, wodurch die parlamentarische Vertretung des Boroughs vakant wurde. Scholefield trat bei der daraufhin abgehaltenen Nachwahl an, unterlag jedoch dem konservativen Kandidaten Richard Spooner. Drei Jahre später wurden allgemeine Wahlen abgehalten, bei denen Scholefield zusammen mit dem amtierenden radikalen Abgeordneten George Fredrick Muntz wiedergewählt wurde. Er behielt den Sitz bis zu seinem Tod, zusammen mit Muntz (der 1857 starb) und dann mit John Bright.
Im Parlament setzte sich Scholefield für die Ausweitung der Volksdemokratie, den freien Handel und die Religionsfreiheit ein. Er war einer von nur 12 Abgeordneten, die für die People’s Charter stimmten. Gelegentlich bewegte er sich außerhalb des Mainstreams der liberalen Politik, insbesondere als Gegner des Ecclesiastical Titles Acts 1851 und als Unterstützer der Unionsstaaten während des Amerikanischen Bürgerkriegs.
Scholefield hatte eine große Familie, zu der auch sein jüngster Sohn Clement Cotterill Scholefield (1839–1904), Vikar von Holy Trinity, Knightsbridge, und Komponist von Kirchenliedern, gehörte.
Im August 1867 starb er in seinem Londoner Haus an Herzversagen. Er wurde auf dem Friedhof von Kensal Green neben seiner 1843 verstorbenen Frau beigesetzt.